# Прокоп'євське сільське поселення (Білохолуницький район)
Проко́п'євське сільське поселення (рос. Прокопьевское сельское поселение) — адміністративна одиниця у складі Білохолуницького району Кіровської області Росії. Адміністративний центр поселення — село Прокоп'є.

## Історія
Станом на 2002 рік на території сучасного поселення існували такі адміністративні одиниці:
- Порокоп'євське сільський округ (село Прокоп'є, присілок Стариковці)

Поселення були утворені згідно із законом Кіровської області від 7 грудня 2004 року № 284-ЗО у рамках муніципальної реформи шляхом перетворення Прокоп'євського сільського округу.

## Населення
Населення поселення становить 155 осіб (2017; 165 у 2016, 182 у 2015, 196 у 2014, 214 у 2013, 235 у 2012, 263 у 2010, 444 у 2002).

## Склад
До складу поселення входять 2 населених пунктів:
| Населений пункт      | Населення, осіб (2002) | Населення, осіб (2010) |
| -------------------- | ---------------------- | ---------------------- |
| Прокоп'є, село       | 299                    | 191                    |
| Стариковці, присілок | 145                    | 72                     |